# Makoto Yukimura
Makoto Yukimura (幸村誠, Yukimura Makoto), né le 8 mai 1976 à Yokohama, préfecture de Kanagawa) est un auteur de bandes dessinées japonais. Il est diplômé de l'université des beaux-arts Tama.
Yukimura fait ses débuts en 2000 avec Planetes, manga de science-fiction paru en épisodes dans le magazine japonais Morning.
En janvier 2008, il révèle dans une interview qu'il a souhaité devenir mangaka grâce à la lecture de Ken le Survivant (1983-1988) quand il était enfant. Il a depuis toujours voulu produire une série qui reflète les mêmes thèmes de « force » et de « justice ». Ainsi naît en 2005 le manga historique Vinland Saga. 
En janvier 2010, il anime un atelier lors du festival d'Angoulême. Avec beaucoup d'humilité, il donne une leçon de manga en se décrivant comme un auteur tout juste dans la moyenne. 
En 2012, il remporte le 36e Prix du manga Kodansha dans la catégorie générale pour Vinland Saga. 